# Písnice metróállomás
Písnice egy tervezett metróállomás az építés alatt lévő prágai D metróvonalon. Az állomás építkezése 2025 szeptemberében fog megkezdődni és 2029-ben tervezik átadni. A Libušská utca alatt fog elhelyezkedni, tizenhárom méter mélységben. Az állomás közelében egy 400 férőhelyes P+R parkolót építenek.

## Szomszédos állomások
A metróállomáshoz az alábbi állomások vannak a legközelebb:
- Libuš (Náměstí Míru)
- Depo Písnice (Depo Písnice)

## Átszállási kapcsolatok
| D (Náměstí Míru ↔ Depo Písnice) |                         |                         |
| Állomás                         | Átszállási kapcsolatok  | Fontosabb létesítmények |
| Sídliště Písnice                | 113, 197, 333, 904, 913 | Sapa (Little Hanoi)     |